# Pałac w Komorowicach (powiat strzeliński)
Pałac w Komorowicach (niem. Schloss Kummelwitz) – pałac we wsi Komorowice (powiat strzeliński), położonej w Polsce, w województwie dolnośląskim, w gminie Kondratowice.
Pałac wybudowany  w 1630 przez Heinricha von Waldau i jego żonę Elisabeth von Mettich jako siedziba rycerska, następnie przebudowany w  1730 przez Krzysztofa Henryka  von Burgsdorffa (1693-1776) i jego żonę Helene Hedwig von Paczensky und Tenczin (1695-1753); powiększony w 1772 oraz na początku XX w. W 1822 właścicielem był Wilhelm Carl Lebrecht von Korckwitz (1765–1828).
Na elewacji herby:
- na północnej ścianie: Heinricha von Waldau (L) i jego żony Elisabeth von Mettich (P, zm. 1637)[2] oraz rok 1630[3]
- na północnej ścianie: Krzysztofa Henryka (Christophera Heinricha) von Burgsdorffa (1693-1776)[4] z inicjałami C.H.V.B. oraz Helene Hedwig  von Paczensky und Tenczin (1695-1753) z inicjałami H.H.V.B.G.[5]V.P.[6][7]
- nad wejściem od strony południowej: Wilhelma Carla Leberechta(inne języki) Korckwitz und Kuschdorf (1765–1828) z rokiem MDCCCXXII (1822)[8].

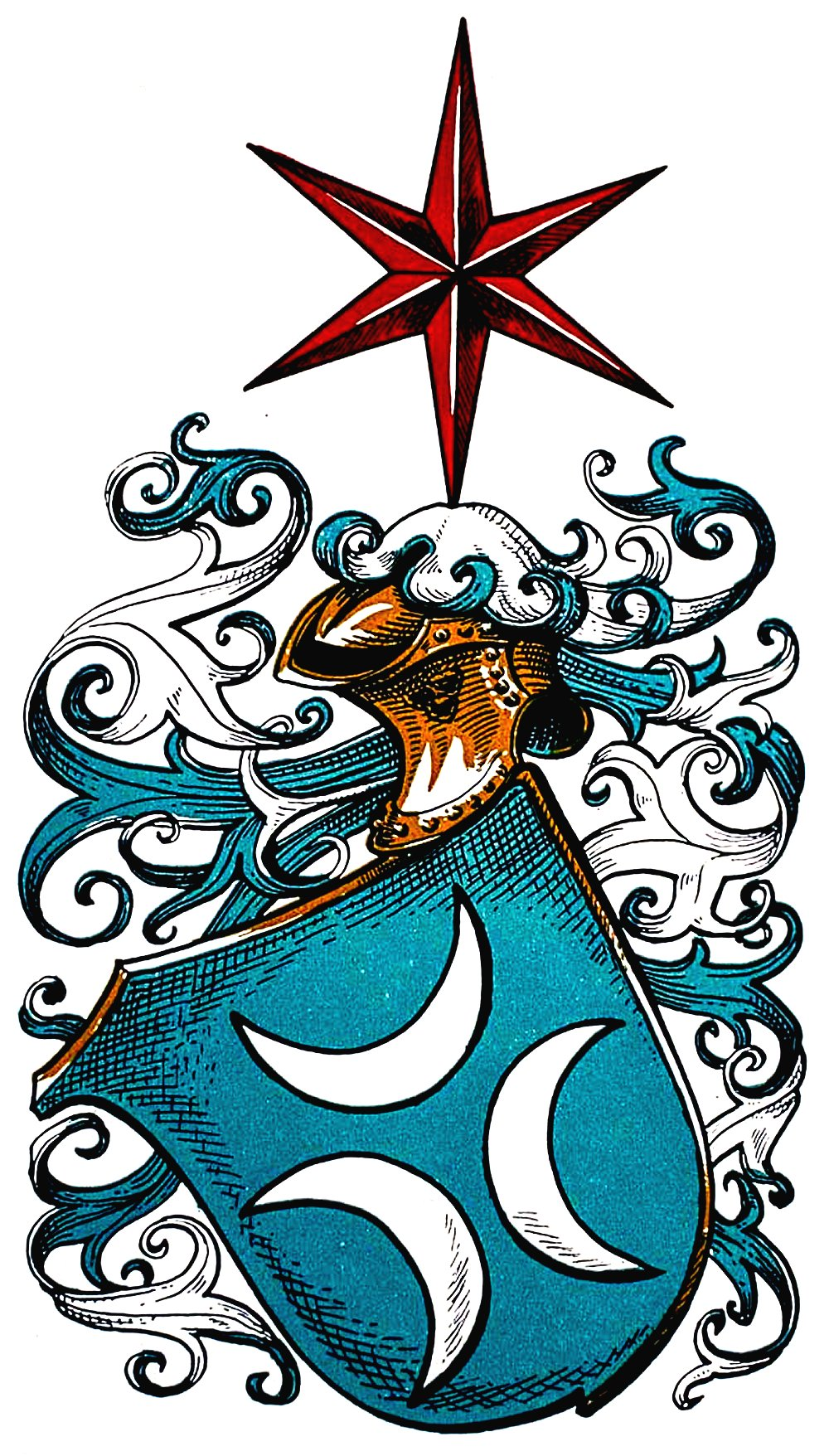
Herb Heinricha von Waldau
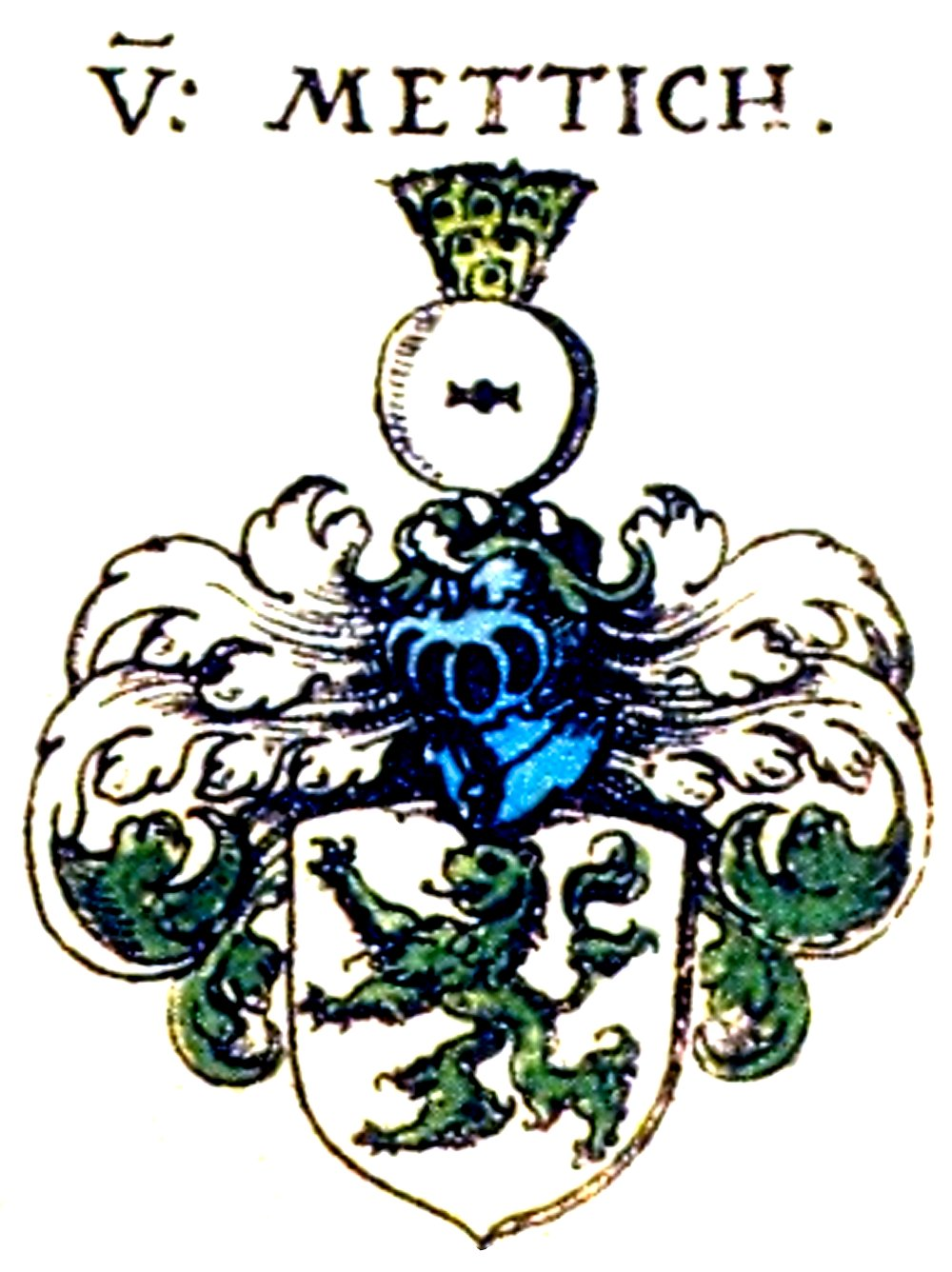
Herb Elizabeth von Mettich (+1637)
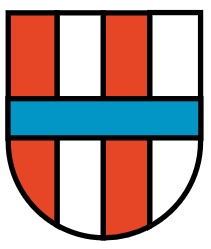
Herb Christophera von Burgsdorffa (1693-1776)
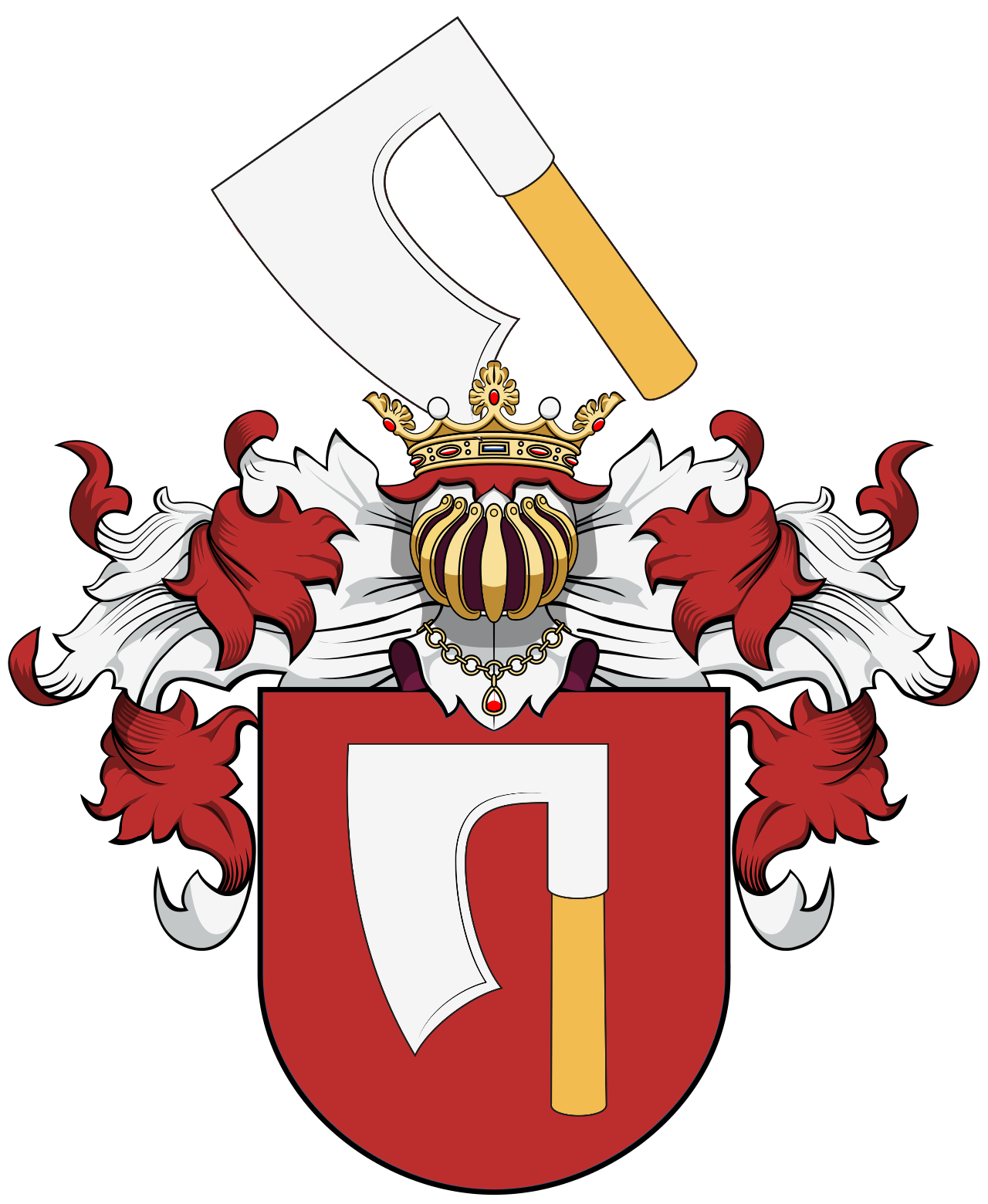
Herb Helene von Paczensky (1695-1753)
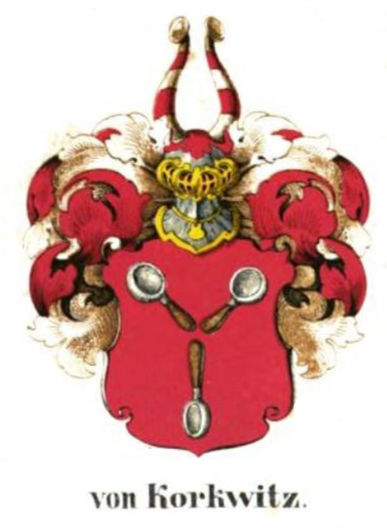
Herb Wilhelma von Korckwitza